# Стари Цифлики
Стари Цифлики (грч. Παλαιό Τσιφλίκι, Παλαιό, Палео Цифлики или Палео) је насељено место у општини Кавала у периферији Источна Македонија и Тракија, Грчка. Према попису из 2021. године било је 1.983 становника. Налази се на обали Егејског мора.
Насеље се први пут помиње на попису из 1928. година са 85 становника, који су били грчке избеглице. Нешто касније је напуштено, али је обновљено после Грчког грађанског рата. На попису из 1951. године Стари Цифлики је имао 159 становника.